# Tannegg
Tannegg (toponimo tedesco) è una frazione del comune svizzero di Fischingen, nel Canton Turgovia (distretto di Münchwilen).

## Storia

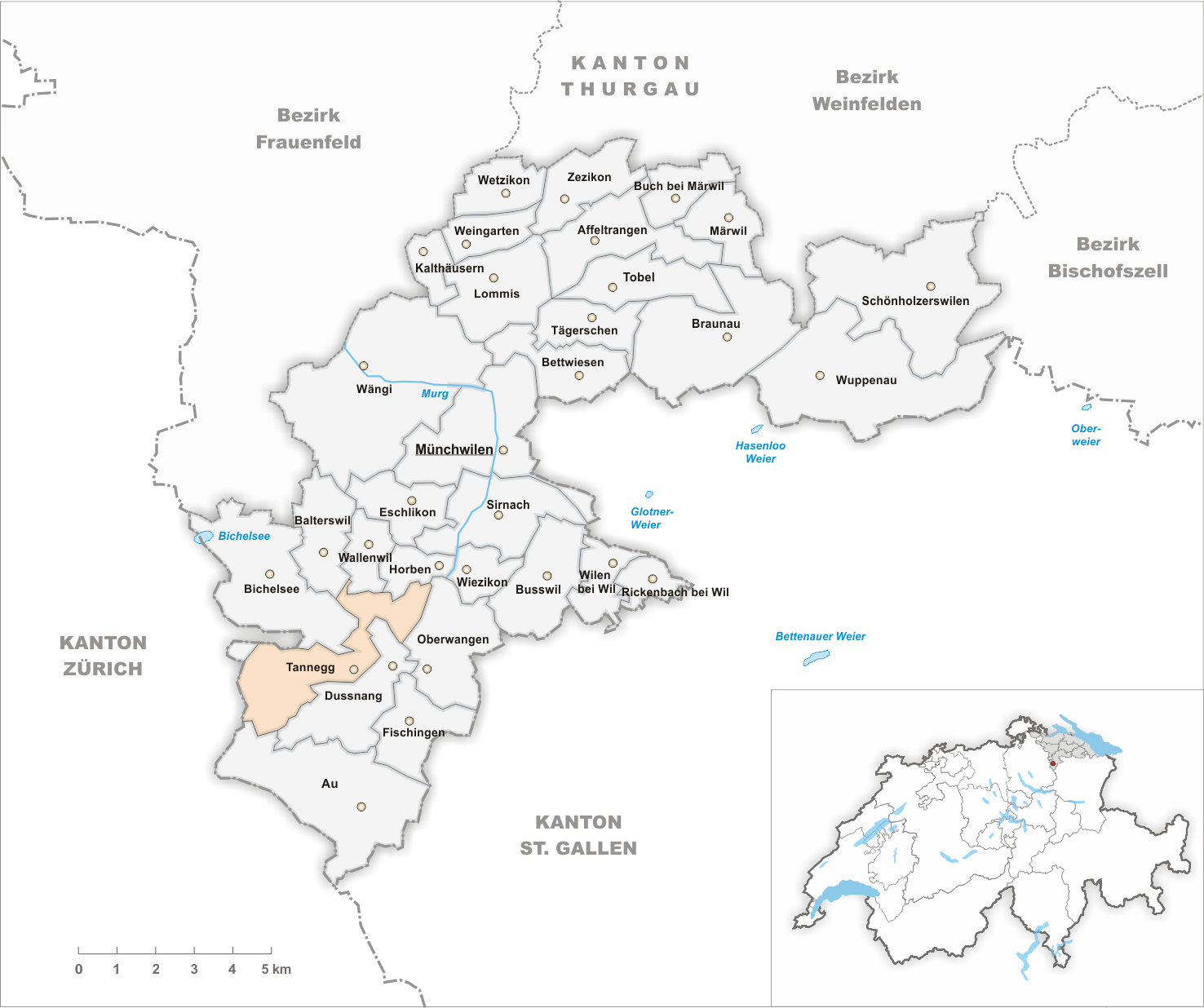
Il territorio del comune di Tannegg prima degli accorpamenti comunali del 1972

Già comune autonomo (Ortsgemeinde) che comprendeva anche le frazioni di Bäritsriet, Schurten e Vogelsang, nel 1972 è stato aggregato al comune di Fischingen assieme agli altri comuni soppressi di Au, Dussnang e Oberwangen.

## Monumenti e luoghi d'interesse
- Fortezza di Tannegg, eretta nel 1237 e ricostruita nel XV secolo[1].

## Società

### Evoluzione demografica
L'evoluzione demografica è riportata nella seguente tabella:
Abitanti censiti

## Amministrazione
Ogni famiglia originaria del luogo fa parte del cosiddetto comune patriziale e ha la responsabilità della manutenzione di ogni bene ricadente all'interno dei confini della frazione.